# Betaalvereniging Nederland
Betaalvereniging Nederland, ook wel bekend onder de Engelse naam Dutch Payment Association, is een organisatie waarin verschillende Nederlandse financiële instellingen (banken, betaalverwerkingsinstituten en elektronische betalingsverwerkers) zich verenigd hebben. Het doel van de vereniging is het versoepelen van betaaltransacties in Nederland.

## Leden
Tot de leden van de vereniging behoren onder meer:
- ABN AMRO
- AEGON
- bunq
- HSBC
- ING